# L.H.O.O.Q.

《L.H.O.O.Q.》，1919，杜象

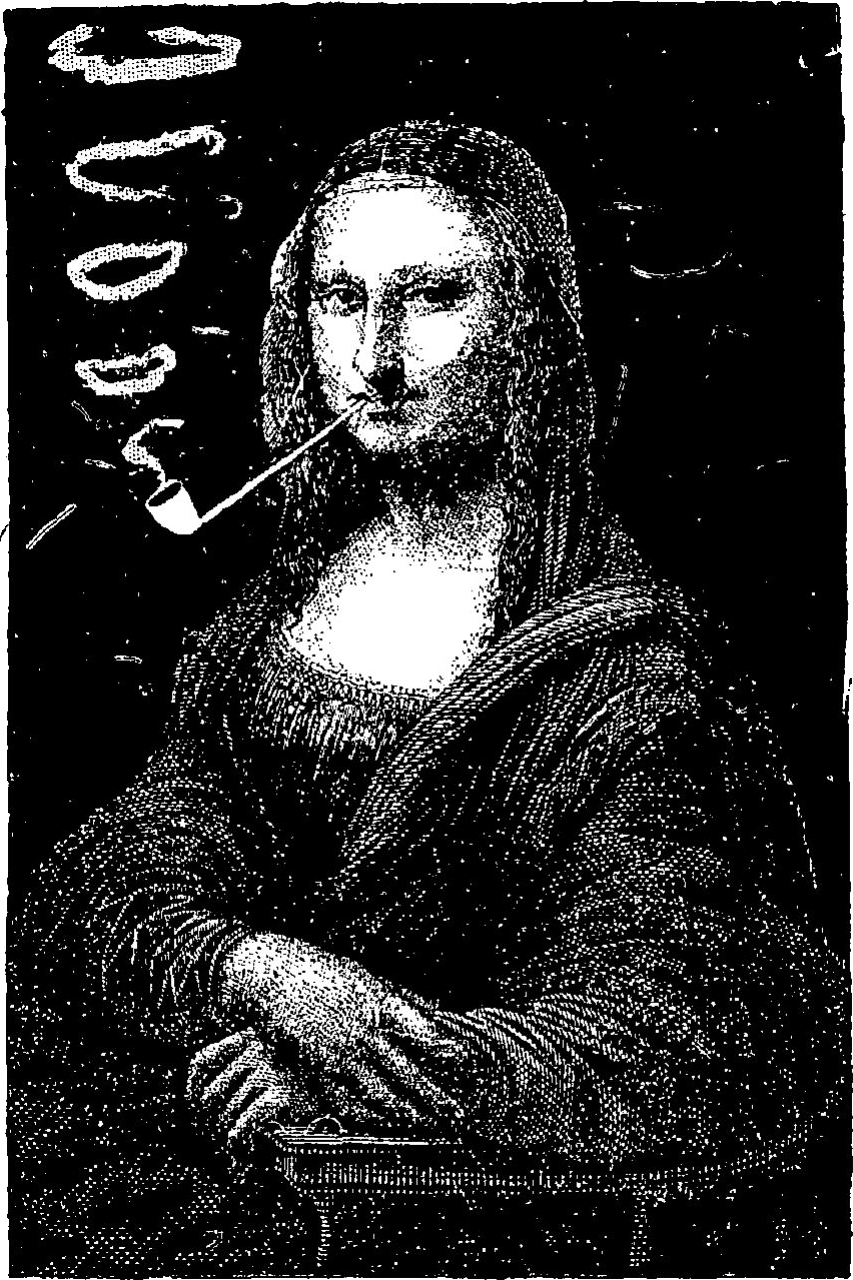
《Le rire》，1883，歐仁·巴代伊

《L.H.O.O.Q.》（法語發音：[el aʃ o o ky]），或譯带胡须的蒙娜丽莎，是法國藝術家杜象一系列依據《蒙娜丽莎》改造而成的作品，最早的一幅完成于1919年，屬於“現成品”（Readymades）藝術。最初杜象只是給達芬奇的這幅畫作上的人物用鉛筆加了兩撇小鬍子，然後重新命名為L.H.O.O.Q.而已。 實際上法國畫家歐仁·巴代伊在1883年就創作過類似的作品，那次是給蒙娜丽莎加上了一個煙斗。通常評論家都把這幅畫看作是對傳統藝術的嘲諷。

## 意義
“L.H.O.O.Q.”是一個雙關語，在法語中發音類似，意即“她有一个性感的屁股”或“她的屁股很熱辣”，以隱喻性慾旺盛、坐立難安的女性。
杜象用不同的材料製作了多個版本的《L.H.O.O.Q.》，它們的大小也不盡相同。其中有一幅只是把達芬奇的原作改成黑白二色，此外沒有任何修改，並且命名為《L.H.O.O.Q. Shaved》（刮掉鬍子的L.H.O.O.Q.）。此外，一定程度上男性化的蒙娜丽莎還寓意著性轉換，實際上杜象就曾給自己取過女名，此名發音為（性愛就是生活）。

## 外部連結
- L.H.O.O.Q. – Internet-Related Derivative Works（页面存档备份，存于）